# Thomas Ian Nicholas
Thomas Ian Nicholas (Las Vegas, Nevada, 1980. július 10. –) amerikai színész, énekes, zenész.
Gyerekszínészként feltűnt Az év újonca (1993) és az Egy kölyök Arthur király udvarában (1995) című filmekben. Leginkább Kevin Myers szerepében ismert az Amerikai pite filmekből (1999–2012). A 2015-ben bemutatott Walt Before Mickey című életrajzi drámában Walt Disneyt játszotta.

## Pályafutása

### Színészként
Filmes karrierjét hétévesen kezdte a Tony Danza főszereplésével készült Ki a főnök? című sorozatban. Több sorozatban vendégszerepelt, míg az Ötösfogat 2000-es, utolsó évadjában megkapta Todd Marsh szerepét. Gyermekszínészként főszerepet kapott Az év újonca (1993) című sportfilmben és az Egy kölyök Arthur király udvarában (1995) című fantasyfilmben. Legemlékezetesebb szerepe Kevin Myers volt az Amerikai Pite filmsorozatban, 1999 és 2012 között. 2002-ben feltűnt A vonzás szabályai és a Halloween – Feltámadás című filmekben. Egy évvel később, 2003-ban ő játszotta a Ron Underwood által rendezett Raboljuk el Sinatrát! című életrajzi drámában Frank Sinatra Jr.-t. A 2004-es L.A. D.J. vígjátékban debütált rendezőként, forgatókönyvíróként és filmproducerként.

### Zenészként
Tizennégy éves kora óta gitározik, és énekesként illetve dalszerzőként is aktív. 2008-ban megjelent első, Without Warning című nagylemeze, amelyet a 2010-es Heroes Are Human követett. A zenei stílusáról még az első album idején úgy nyilatkozott, hogy John Mayer, Bruce Springsteen és a Foo Fighters stílusa keveredik benne. The T.I.N.men elnevezésű együttesével közreműködött az Amerikai pite: A találkozó (2012) filmzenéjében is, melyben a Laid című szám feldolgozását adták elő.

## Filmográfia

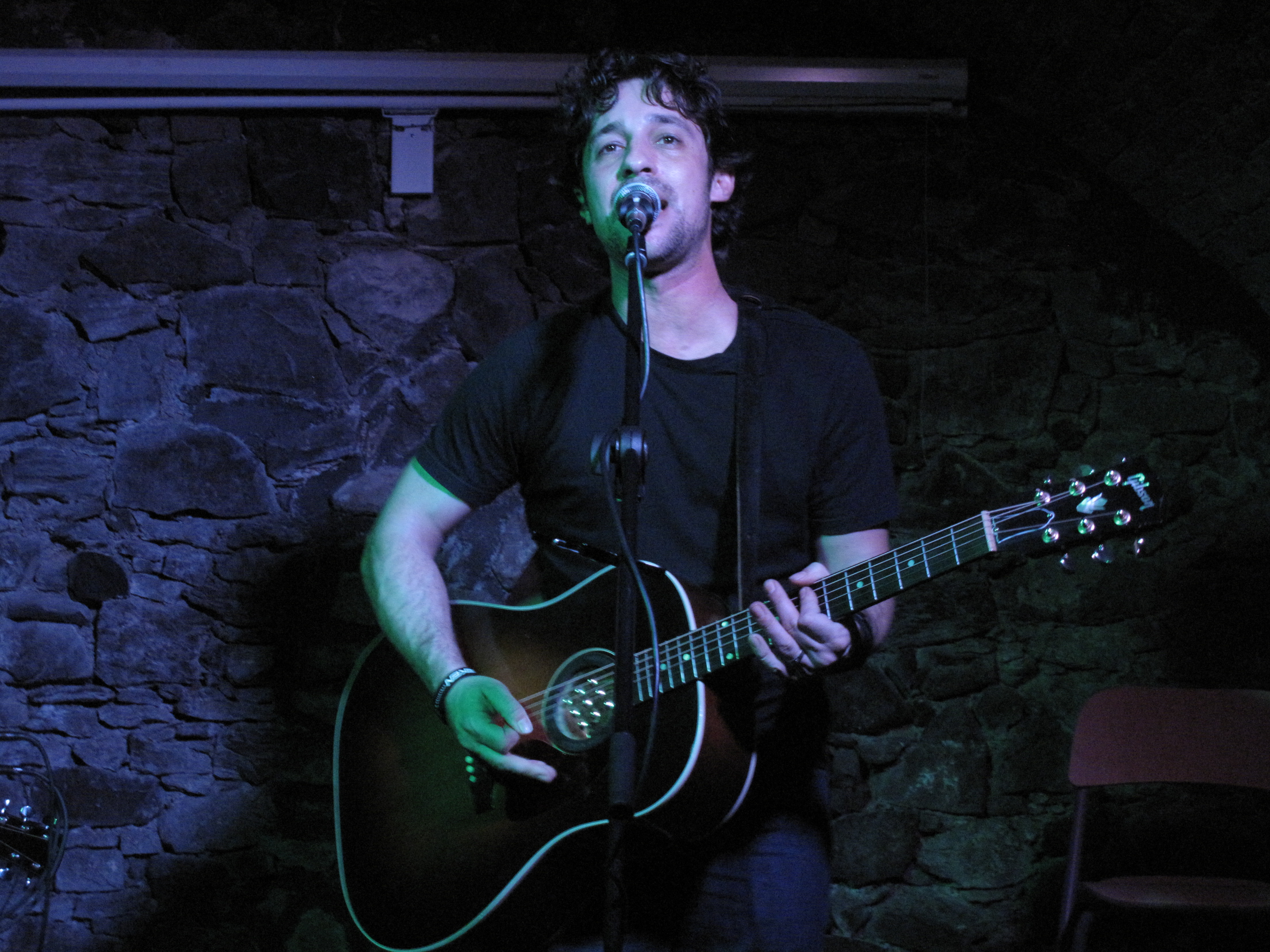
Nicholas a csehországi Kadaň-ban (2011)

### Film
| Év   | Cím                                | Eredeti cím                           | Szerep                  | Magyar hang    |
| ---- | ---------------------------------- | ------------------------------------- | ----------------------- | -------------- |
| 1992 | Radio Flyer – Repül a testvérem    | Radio Flyer                           | Ferdie                  |                |
| 1993 | Az év újonca                       | Rookie of the Year                    | Henry Rowengartner      |                |
| 1995 | Egy kölyök Arthur király udvarában | A Kid in King Arthur's Court          | Calvin Fuller           | Bolba Tamás    |
| 1997 | Egy kölyök Aladdin udvarában       | A Kid in Aladdin's Palace             | Calvin Fuller           | Bartucz Attila |
| 1999 | Amerikai pite                      | American Pie                          | Kevin Myers             | Crespo Rodrigo |
| 2001 | Amerikai pite 2.                   | American Pie 2                        | Kevin Myers             | Crespo Rodrigo |
| 2002 | Halloween – Feltámadás             | Halloween: Resurrection               | Bill Woodlake           | Bartucz Attila |
| 2002 | A vonzás szabályai                 | The Rules of Attraction               | Mitchell                | Hevér Gábor    |
| 2003 | Amerikai pite: Az esküvő           | American Wedding                      | Kevin Myers             | Rajkai Zoltán  |
| 2003 | Raboljuk el Sinatrát!              | Stealing Sinatra                      | Frank Sinatra Jr.       |                |
| 2004 |                                    | L.A. D.J.                             | Thom                    |                |
| 2006 | Csajozók társasága                 | National Lampoon Presents Cattle Call | Richie Rey              | Csőre Gábor    |
| 2008 |                                    | Sherman's Way                         | Tom                     |                |
| 2008 |                                    | The Hitman                            | Mr. Jones               |                |
| 2008 |                                    | Fading of the Cries                   | Michael                 |                |
| 2009 |                                    | Life Is Hot in Cracktown              | Chad Wesley             |                |
| 2009 |                                    | The Bridge to Nowhere                 | Eddie Stanton           |                |
| 2010 |                                    | Let the Game Begin                    | Tripp Stout 'Mark'      |                |
| 2010 | Adni jó                            | Please Give                           | Eugene                  | Hamvas Dániel  |
| 2011 |                                    | The Chicago 8                         | Abbie Hoffman           |                |
| 2011 |                                    | InSight                               | Stephen Geiger          |                |
| 2012 | Amerikai pite: A találkozó         | American Reunion                      | Kevin Myers             | Rajkai Zoltán  |
| 2012 |                                    | Delivering the Goods                  | Steve                   |                |
| 2014 |                                    | 10 Cent Pistol                        | H-Wood                  |                |
| 2015 |                                    | Walt Before Mickey                    | Walt Disney             |                |
| 2015 |                                    | Bilal                                 | Saad                    |                |
| 2016 |                                    | The Lost Tree                         | Noah Ericson            |                |
| 2016 | Állati csetepata                   | Sheep and Wolves                      | Toshchiy (angol hangja) |                |
| 2018 |                                    | Living Among Us                       | Mike                    |                |
| 2019 |                                    | Zeroville                             | Martin Scorsese         |                |
| 2020 |                                    | Adverse                               | Ethan                   |                |

### Televízió
| Év        | Magyar cím                               | Eredeti cím                           | Szerep                                 | Megjegyzések |
| --------- | ---------------------------------------- | ------------------------------------- | -------------------------------------- | ------------ |
| 1988      | Ki a főnök?                              | Who's the Boss?                       | Little Tony                            | 1 epizód     |
| 1989      | Baywatch                                 | Baywatch                              | Ricky Blount                           | 1 epizód     |
| 1989      | Egy rém rendes család                    | Married... with Children              | Bobby                                  | 2 epizód     |
| 1991      |                                          | Harry and the Hendersons              | Scootch                                | 1 epizód     |
| 1991      |                                          | Sisters                               | Jason                                  | 1 epizód     |
| 1992      |                                          | Julie                                 | fiú                                    | 1 epizód     |
| 1992      | A félelem börtönében                     | The Fear Inside                       | Sean Cole                              | tévéfilm     |
| 1992      | Nincs menekvés                           | When No One Would Listen              | fiú                                    | tévéfilm     |
| 1993–1995 | Quinn doktornő                           | Dr. Quinn, Medicine Woman             | Richard                                | 2 epizód     |
| 1997      |                                          | The Tony Danza Show                   | Brandon                                | 1 epizód     |
| 1998      | Drágám, a kölykök már megint összementek | Honey, I Shrunk the Kids: The TV Show | Damon                                  | 1 epizód     |
| 1999      |                                          | Chicken Soup for the Soul             | Steve                                  | 1 epizód     |
| 2000      | Ötösfogat                                | Party of Five                         | Todd Marsh                             | 8 epizód     |
| 2000      | Játszd újra az életed!                   | Twice in a Lifetime                   | Sam Ryder / Jordan Curtis / Kirk Ivers | 1 epizód     |
| 2005      | A médium                                 | Medium                                | Greg Watt                              | 1 epizód     |
| 2005      | A Grace klinika                          | Grey's Anatomy                        | Jeremiah Tate                          | 1 epizód     |
| 2014–2015 |                                          | Red Band Society                      | Nick Hutchison                         | 6 epizód     |
| 2016      | Gordon Ramsay – A pokol konyhája         | Hell's Kitchen                        | önmaga                                 | 1 epizód     |